# Juha Reini
Juha Reini, né à Kokkola le 19 mars 1975, est un joueur de football finlandais, qui évoluait comme arrière latéral droit. Il a porté à 23 reprises le maillot de l'équipe nationale finlandaise. À la suite de blessures récurrentes, il a dû mettre un terme à sa carrière en 2006.

## Carrière
Juha Reini commence sa carrière de footballeur au Kokkolan Palloveikot, le club de sa ville natale. Après trois saisons, il est transféré au Vaasan Palloseura, où il termine deux fois deuxième du championnat. Ses bonnes performances lui ouvrent les portes de l'équipe nationale et il obtient sa première sélection en 1997. En 1998, il quitte la Finlande pour la Belgique, et signe au Racing Genk, qui vient de remporter la Coupe nationale et va participer pour la première fois de son Histoire à la Coupe d'Europe. Dans le Limbourg, il s'impose rapidement au poste d'arrière droit, et remporte deux fois le championnat, en 1999 et en 2002, ainsi qu'une Coupe de Belgique en 2000.
Après le deuxième titre, Juha Reini quitte le club et signe à l'AZ Alkmaar, aux Pays-Bas. Il joue régulièrement, mais dès 2004, il est victime de blessures à répétition. Il ne joue pas de toute la saison 2004-2005, et ne revient que pour le dernier match de la saison 2005-2006 pour faire ses adieux au public d'Alkmaar. Il retourne alors dans son club formateur, le Kokkolan Palloveikot, alors en deuxième division, pour y finir la saison (le championnat de Finlande se jouant en été). Il met un terme à sa carrière en fin d'année, après avoir mené son club en finale de la Coupe de Finlande.
Juha Reini est nommé directeur sportif du Vaasan Palloseura en 2008, puis il prend la direction de l'équipe première à la suite du départ de l'entraîneur Tomi Kärkkäisen. Après un an, il démissionne pour raisons personnelles. En 2011, il fait partie de la cellule de scouting scandinave de l'AZ Alkmaar, et est chargé de repérer les meilleurs jeunes joueurs pour le compte du club néerlandais.

### Statistiques saison par saison
| Saison      | Club                 | Championnat    | Matches | Buts |
| ----------- | -------------------- | -------------- | ------- | ---- |
| 1993        | Kokkolan Palloveikot | Ykkönen        | ?       | ?    |
| 1994        | Kokkolan Palloveikot | Ykkönen        | ?       | ?    |
| 1995        | Kokkolan Palloveikot | Ykkönen        | ?       | ?    |
| 1996        | Vaasan Palloseura    | Veikkausliiga  | 23      | 0    |
| 1997        | Vaasan Palloseura    | Veikkausliiga  | 24      | 0    |
| 1998        | Vaasan Palloseura    | Veikkausliiga  | 7       | 0    |
| 1998 - 1999 | RC Genk              | Jupiler League | 26      | 0    |
| 1999 - 2000 | RC Genk              | Jupiler League | 17      | 2    |
| 2000 - 2001 | RC Genk              | Jupiler League | 13      | 0    |
| 2001 - 2002 | RC Genk              | Jupiler League | 10      | 0    |
| 2002 - 2003 | AZ Alkmaar           | Eredivisie     | 13      | 0    |
| 2003 - 2004 | AZ Alkmaar           | Eredivisie     | 18      | 1    |
| 2004 - 2005 | AZ Alkmaar           | Eredivisie     | 0       | 0    |
| 2005 - 2006 | AZ Alkmaar           | Eredivisie     | 1       | 0    |
| 2006        | Kokkolan Palloveikot | Ykkönen        | 24      | 5    |
| Total       | Total                | Total          | 176     | 8    |

### Palmarès
- 2 fois Champion de Belgique avec Genk en 1999 et en 2002.
- 1 fois Vainqueur de la Coupe de Belgique avec Genk en 2000.